# Krakwa
Krakwa, kaczka krakwa (Mareca strepera) – gatunek średniego lub dużego wędrownego ptaka wodnego z rodziny kaczkowatych (Anatidae). Nie jest zagrożony wyginięciem.

## Występowanie
Ptak ten zamieszkuje Eurazję i Amerykę Północną (podgatunek nominatywny). Przeloty w marcu – kwietniu i sierpniu – listopadzie. Zimuje w południowej i zachodniej Europie, północnej Afryce, środkowej i południowej Azji, w Ameryce Północnej na południe od zasięgu letniego aż po południowy Meksyk.
W Polsce nielicznie gniazduje. Liczniejsza na północy kraju. Pojedyncze osobniki w Polsce zimują.

## Systematyka
Takson ten często bywał umieszczany w rodzaju Anas, niekiedy wydzielano go do monotypowego rodzaju Chaulelasmus. Wyróżniono dwa podgatunki M. strepera;
- krakwa, krakwa zwyczajna[5] (M. strepera strepera) – północna, środkowa Eurazja i Ameryka Północna.
- krakwa pstrokata[5] (M. strepera couesi) – takson wymarły[4], występował na wyspie Teraina[4][7][a] (Kiribati). Odkryto go w 1874 roku i od tamtej pory nie był już obserwowany[4][7].

## Morfologia

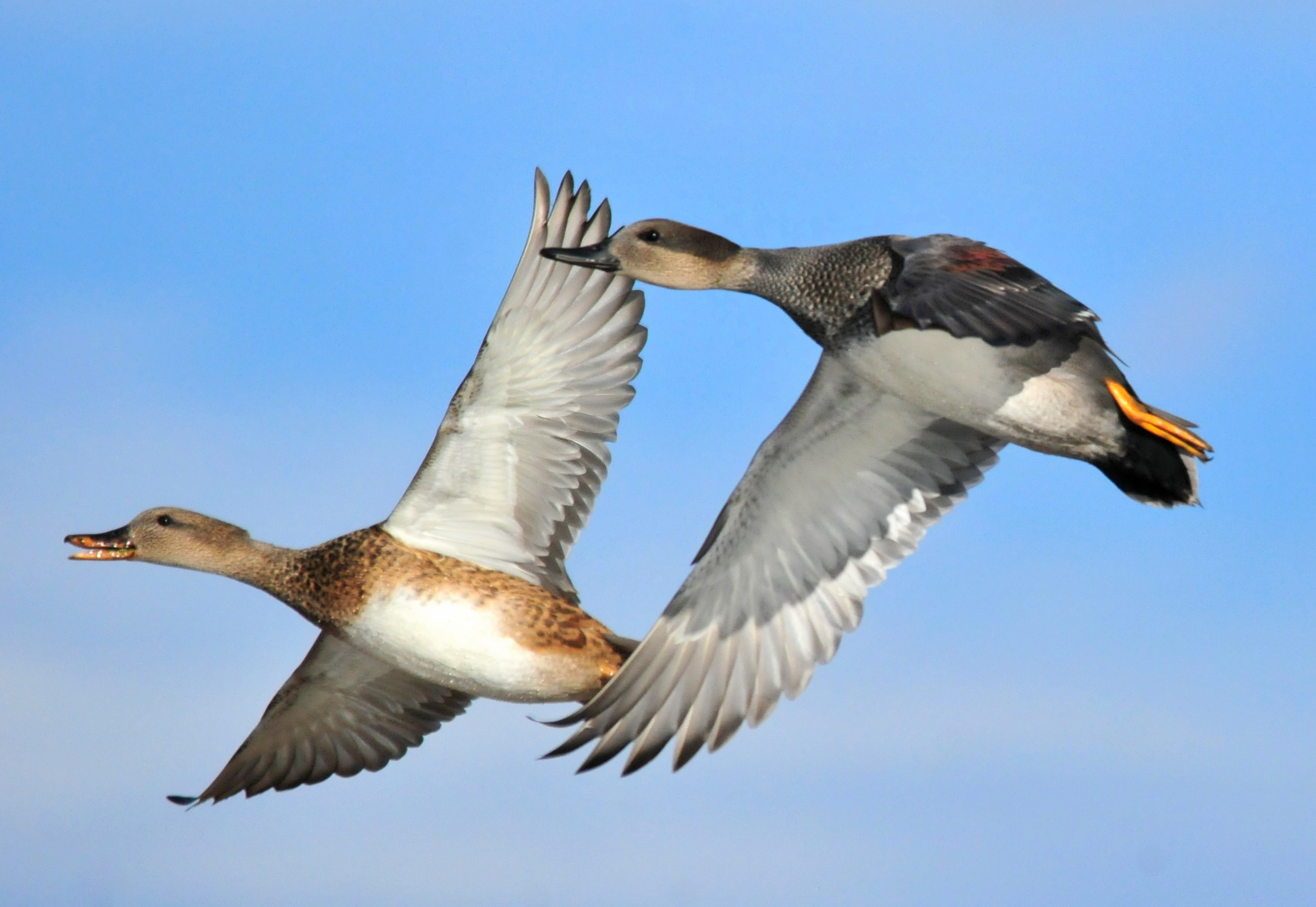
Para krakw w locie

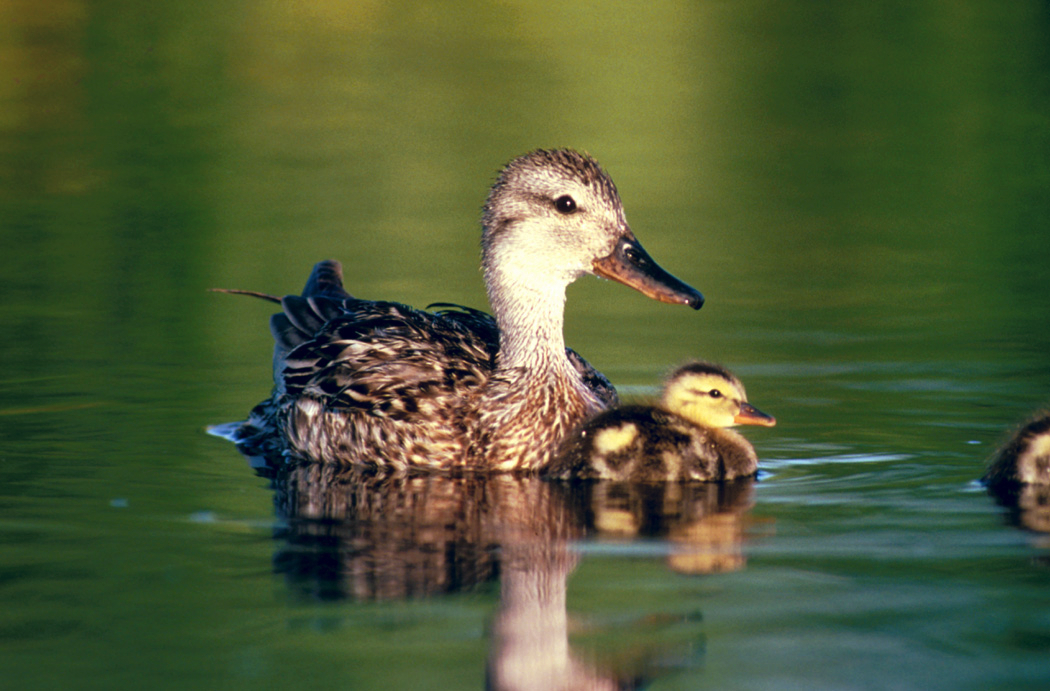
Samica z młodym

Cechy gatunkuWyraźnie zaznaczony dymorfizm płciowy. Samiec nieco większy od samicy. W szacie godowej samiec ma głowę i szyję szarą, a dziób ciemnoszary. Pierś ciemna z ciemnymi plamkami, wierzch brązowy z drobnymi, jasnymi brezgami piór. Boki szare z delikatnym, brązowym prążkowaniem. Brzuch biały, na skrzydle trójkolorowe lusterko – szaro-czarno-białe obrzeżone od przodu brunatnym pasem. W szacie spoczynkowej podobny do samicy, ale zachowuje przy lusterku brunatną plamę. Samica brązowa z ciemniejszymi i jaśniejszymi plamkami, dziób z pomarańczowymi pasami wzdłuż boków. Lusterko ma białe, widoczne dobrze w locie, podobnie jak biały brzuch. Młode również przypominają samicę.
W szacie spoczynkowej są podobne do krzyżówek, ale krakwy są mniejsze i mają smuklejsze ciało, a czoło z profilu jest bardziej pionowe. Samca można zidentyfikować po głębokim „e e e” i chrapliwych poświstywaniach. Samica kwacze podobnie jak krzyżówka.
Wymiary średniedługość ciała ok. 43–58 cm
długość skrzydła 22–28 cm
rozpiętość skrzydeł 79–95 cm
masa ciała 500–1300 g (średnio 1000 g)

## Ekologia

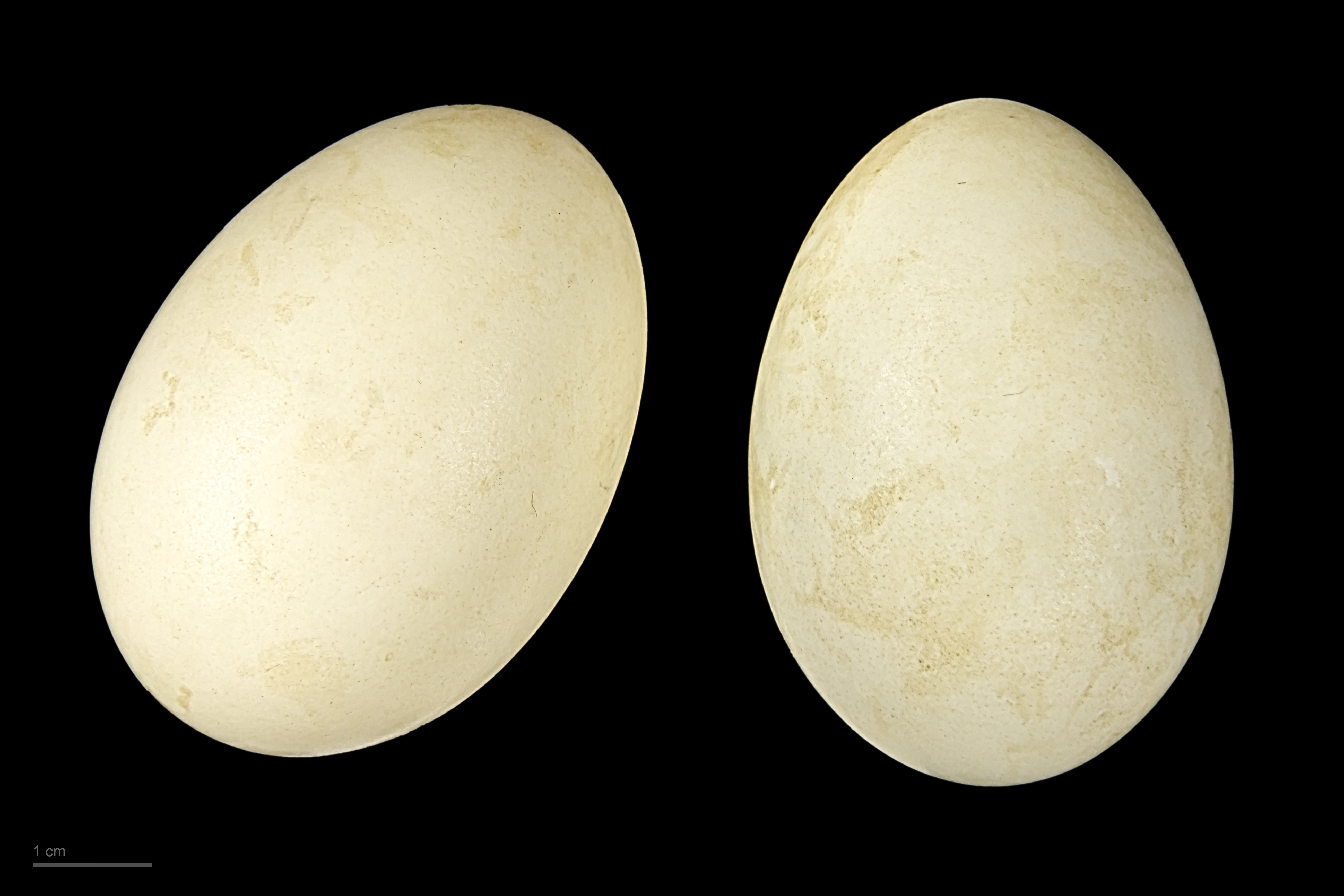
Jaja z kolekcji muzealnej

BiotopBogato zarośnięte, nizinne zbiorniki stojącej wody o rozległej toni wodnej jak jeziora i stawy. Najliczniejsza w pasie stepu i lasostepu. Na wszystkich kontynentach, gdzie występuje konsekwentnie unika obszarów górskich i północnych.
Zachodnie populacje są osiadłe, ale koczujące. Pozostałe regularnie wędrują. Wiosną przylatuje parami.
GniazdoNa ziemi w pobliżu wody. Samica kryje gniazdo w pokrzywach, turzycach lub pod krzakami. Wygrzebuje płytki dołek w gruncie i wyścieła go suchymi roślinami, ale z większą starannością niż inne kaczki. W czasie wysiadywania jaj dokłada do wyściółki jeszcze sporo ciemnego puchu z jasnymi końcami, co pozwala na łatwe rozpoznanie gniazd krakw. Dorzucane piórka pokrywowe mają trójkątne plamy na końcach.
JajaW ciągu roku wyprowadza jeden lęg, składając zazwyczaj 8–12 jaj w kwietniu – lipcu. Są mniejsze od jaj krzyżówek i z odcieniem różowawym i żółtawym.
Okres lęgowyJaja wysiadywane są przez okres 24–26 dni przez samicę. Pisklęta są zagniazdownikami, które wodzi wyłącznie samica. Po wykluciu prowadzi je nad wodę i otacza opieką aż do uzyskania przez młode zdolności do lotu (45–50. dzień życia). W puchu kaczęta po bokach mają większe plamy, a wokół oczu i uszu mniejsze niż u krzyżówek. Czasem wodzące samice łączą się w stada. Pisklęta usamodzielniają się po około 2 miesiącach.
PożywieniePokarm roślinny, głównie zielone części roślin wodnych, a w zimie nasiona. W czasie żerowania słychać dobrze, jak, ruszając dziobem, przeczesuje płytkie fragmenty akwenów, zasysając wodę przefiltrowuje przez rogowe blaszki na brzegu dzioba drobny pokarm.

## Status i ochrona
W Czerwonej księdze gatunków zagrożonych Międzynarodowej Unii Ochrony Przyrody krakwa nieprzerwanie od 1988 roku klasyfikowana jest jako gatunek najmniejszej troski (LC – Least Concern). Liczebność światowej populacji, według szacunków organizacji Wetlands International z 2015 roku, mieści się w przedziale 4,3–4,9 miliona osobników. Globalny trend liczebności populacji uznawany jest za wzrostowy, choć niektóre populacje zmniejszają się lub ich status nie jest znany.
W Polsce objęta ochroną gatunkową ścisłą, wymaga ochrony czynnej. Na Czerwonej liście ptaków Polski sklasyfikowana została jako gatunek najmniejszej troski (LC). W latach 2013–2018 liczebność krajowej populacji lęgowej szacowano na 3000–4000 par.